# Henryk Frymarkiewicz
Henryk Frymarkiewicz (ur. 10 lipca 1910 w Łodzi, zm. 6 sierpnia 1975 w Łodzi) – polski piłkarz, bramkarz.
W reprezentacji Polski wystąpił tylko raz, w rozegranym 26 sierpnia 1934 spotkaniu z Jugosławią, które Polska przegrała 1:4. Na początku spotkania zastąpił Antoniego Kellera. Był wówczas piłkarzem ŁKS Łódź.